# Grootfontein
Grootfontein è una città della Namibia settentrionale. Il nome "Grootfontein", in afrikaans, significa "la grande sorgente", con riferimento alla grande sorgente d'acqua calda che si trova vicino alla città. Grootfontein è ricca di vegetazione d'estate, ma il clima diventa decisamente secco in inverno.
Durante la Campagna dell'Africa Tedesca del Sud-Ovest, la città di Grootfontein divenne la capitale provvisoria della colonia tedesca; Windhoek era infatti stata occupata dalle truppe sudafricane.

## Storia
Il primo insediamento di Grootfontein fu creato nel 1885 da 40 famiglie di coloni boeri provenienti dal Sudafrica. I coloni erano Dorslandtrekker diretti in Angola; quando l'Angola fu presa dai portoghesi, i coloni tornarono verso sud e si fermarono a Grootfontein, fondando la repubblica boera di Upingtonia. La colonia fu abbandonata appena due anni dopo, e in seguito fu scelta come quartier generale della Compagnia dell'Africa Sudoccidentale (nel 1893).

## Monumenti e luoghi d'interesse
In città si trova una vecchia fortezza delle Schutztruppe (edificata nel 1896), che oggi è adibita a museo della storia locale. L'economia della città ha per anni ruotato attorno alle miniere di Berg Aukas e Abenab, situata a nordest dell'abitato; vi si produceva zinco e vanadio; oggi sono chiuse. Nei depositi di carbonati nei dintorni della città sono stati trovati numerosi fossili di Simiiformes e Pongidae preistorici. 24 km a ovest di Grootfontein si trova il meteorite di Hoba, probabilmente il più grande meteorite presente sul suolo terrestre, e la più grande massa di ferro del pianeta.

## Infrastrutture e trasporti
Grootfontein si trova sulla B8, una strada statale che congiunge Windhoek alla striscia di Caprivi. È anche una delle estremità della ferrovia del TransNamib, e un grande aeroporto dove atterrano mezzi militari e civili.

## Galleria d'immagini

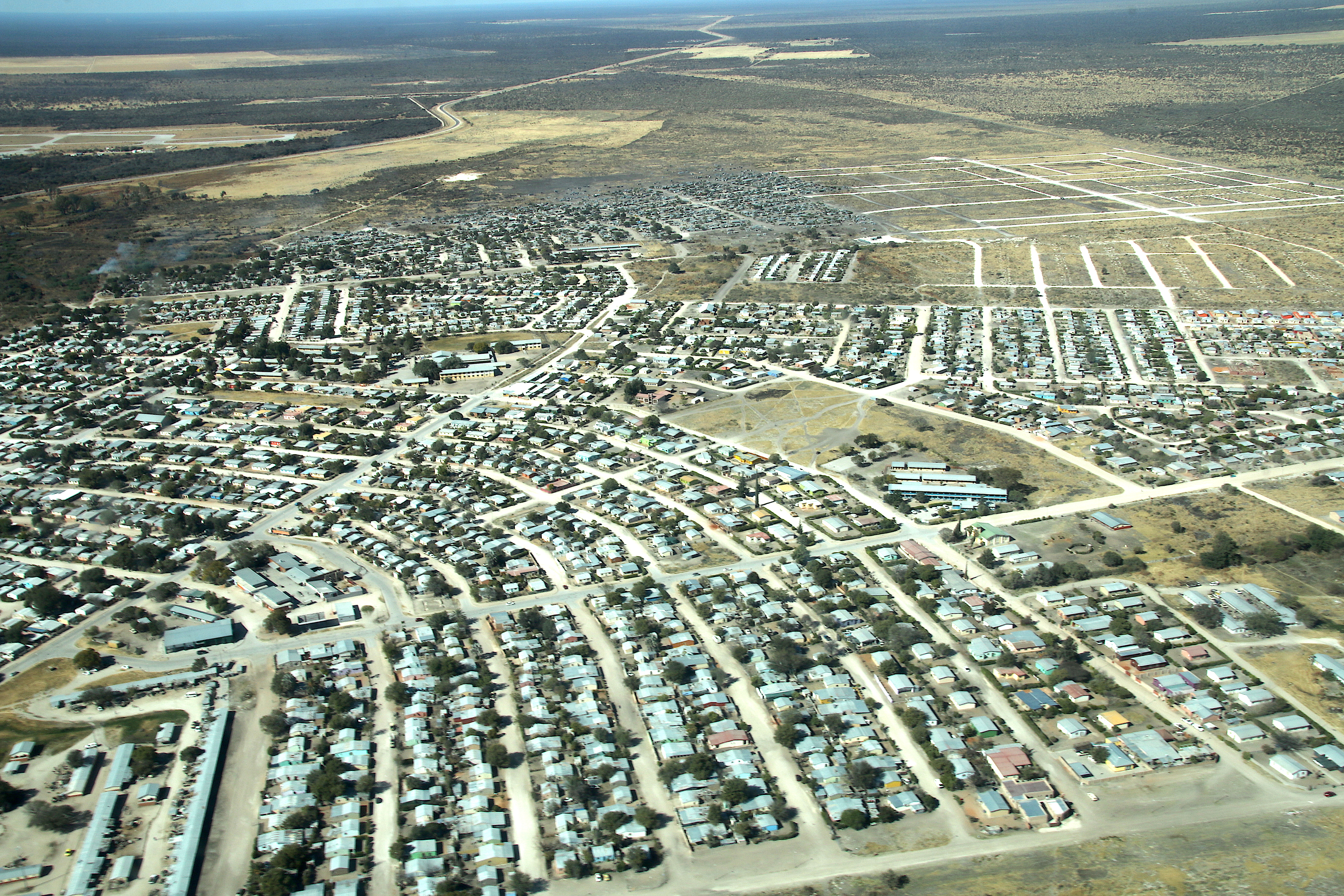
Veduta di Grootfontein
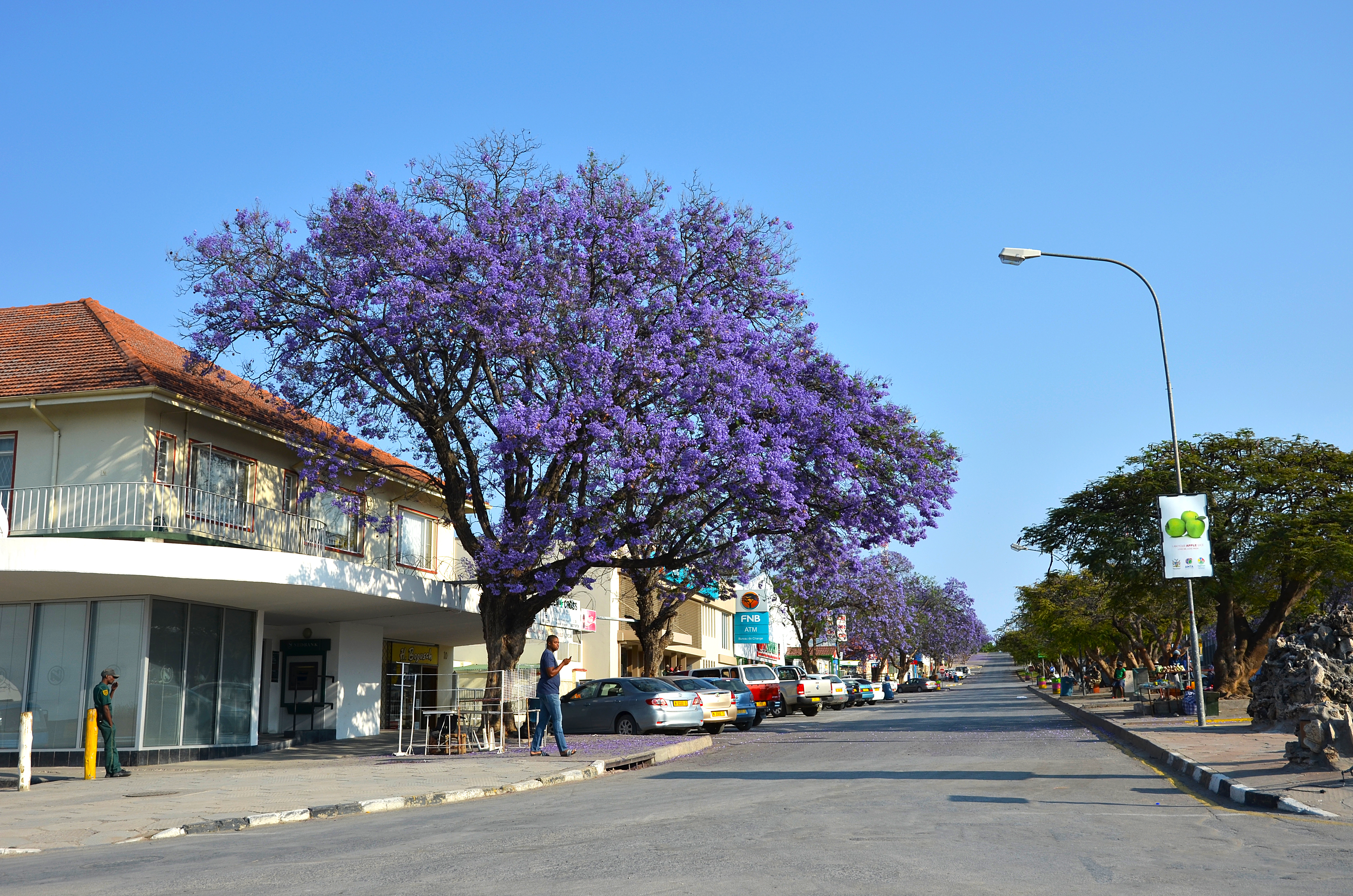
Una delle vie principali
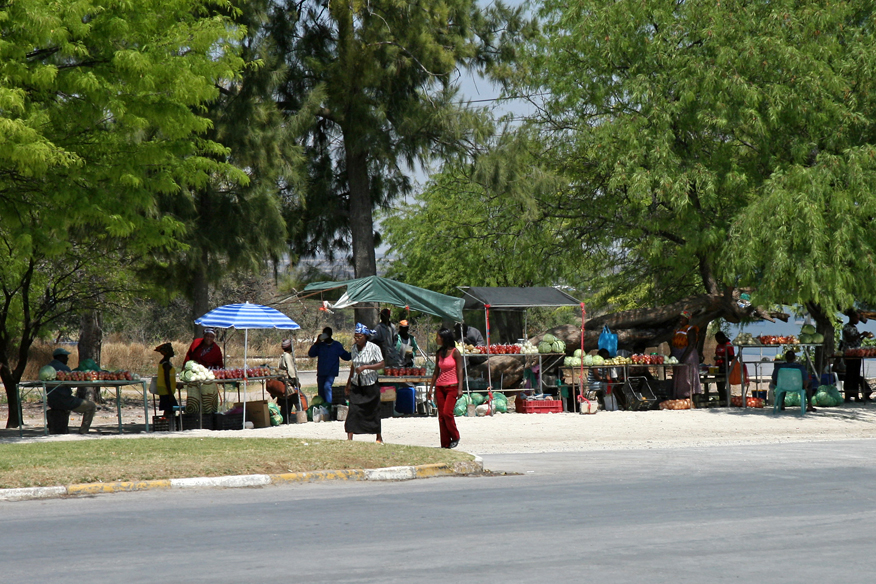
Mercato sulla strada